# Kongsberg
Kongsberg è un comune e una città della contea di Buskerud in Norvegia. Ha ottenuto lo status di città nel 1802.
La maggioranza della popolazione vive nella città di Kongsberg, gli altri due centri abitati del comune sono Hvittingfoss e Hillestad.

## Geografia fisica
Il comune è situato nella parte meridionale del paese, a sud ovest di Oslo. Il territorio comunale è attraversato da nord a sud dal fiume Numedalslågen che divide anche il capoluogo e che sfocia più a sud, a Larvik.
Il centro abitato di Kongsberg è situato all'estremo meridionale dell'ampia valle di Numedal, la più sudoccidentale delle valli che solcano il territorio orientale della Norvegia.

## Storia
La città venne fondata nel 1624 da Cristiano IV di Danimarca sulla riva occidentale del fiume, dopo che nel 1623 venne ritrovato dell'argento nella regione. Venne aperta la Kongsberg Sølvverk che comprendeva diverse miniere e fonderie per l'argento.
L'attività dell'industria dell'argento raggiunse il suo apice alla fine del XVIII secolo, nel 1770 impiegava circa 4000 persone su una popolazione totale di circa 8000 persone. Kongsberg diventò la seconda città norvegese dopo Bergen. Per fare fronte alla disoccupazione dovuta ad un calo nell'estrazione di argento, alla guerra del 1807-1814 e ad un incendio che nel 1810 distrusse numerosi edifici della cittadina il governo aprì nel 1814 una fabbrica statale di armi, la Kongsberg Våpenfabrikk, nel 1835 la popolazione ammontava a circa 3 540 persone. 
L'industria dell'argento chiuse nel 1957 e la fabbrica di armi venne privatizzata nel 1987. 
Nel 1686 venne trasferita da Oslo la zecca di stato norvegese che tuttora ha sede a Kongsberg. 

## Monumenti e luoghi di interesse
A Kongsberg si trova il Lågdalsmuseet, un museo a cielo aperto che comprende 32 edifici d'epoca tra cui abitazioni e botteghe artigiane e un edificio museale con la riproduzione di un laboratorio di orologiaio e ottico.
Il museo minerario norvegese (Norsk Bergverksmuseum) ha sede nei pressi del centro di Kongsberg nell'antica fonderia, qui sono ospitate anche le collezioni della zecca reale, il museo dello sci e il museo della fabbrica di armi. Otto km a sud della città, nella località di Saggrenda è visitabile la principale miniera dell'area, un treno accompagna i visitatori per 2,3 km ad una profondità di 342 m per una visita guidata di circa un'ora.
Sull'altopiano a sud-ovest di Nybrua si trova la chiesa di Kongsberg, risalente al 1761 e opera di Joachim Andreas Stukenbrock. La chiesa ospita un grande organo di epoca barocca, opera di Gottfried Heinrich Gloger. Tutti gli anni vi si svolge un festival di musica classica chiamato Glogerfestspillene. Vicino alla chiesa si trova l'edificio del Kongsberg Bergseminar  del 1783, sede del primo istituto di insegnamento a livello universitario del paese, fondato nel 1757. 
A ovest del centro città si trova un comprensorio sciistico attrezzato per lo sci di fondo e lo sci alpino.

## Amministrazione

### Gemellaggi
Kongsberg è gemellata con le seguenti città:
- Espoo